# Georg Röwekamp
Georg Röwekamp (* 1959 in Duisburg) ist ein deutscher römisch-katholischer Theologe und Sachbuchautor.

## Leben
Nach Abitur und Wehrdienst studierte Röwekamp für das Lehramt der Primarstufe, später Philosophie und Katholische Theologie in Bonn, Jerusalem und Bochum mit dem Schwerpunkt Alte Kirchengeschichte. 2004 wurde er an der Universität Paderborn promoviert. Schwerpunkt seiner wissenschaftlichen Arbeit sind das frühchristliche Pilgerwesen und die Palästinakunde. Darüber hinaus verfasste er mehrere theologische Reiseführer sowie Werke zur Fußball- und Sozialgeschichte des Ruhrgebiets.
Von 1998 bis 2016 war Röwekamp zunächst theologischer Leiter des Ökumenischen Arbeitskreises für Biblische Reise e. V., später Geschäftsführer der Biblische Reisen GmbH in Stuttgart. Von 2016 bis 2020 war er Repräsentant des Deutschen Vereins vom Heiligen Lande (DVHL) in Jerusalem. Seit 2020 leitet er das Pilgerhaus Tabgha des DVHL in Tabgha am See Genezareth.

## Schriften (Auswahl)
- Cyrill von Jerusalem, Catecheses mystagogicae / Mystagogische Katechesen. Übers. und eingel. von G. Röwekamp (Fontes Christiani 7), Herder, Freiburg i. Br. 1992, ISBN 978-3-451-22219-1.
- FC Schalke 04. Der Mythos lebt. Verlag Die Werkstatt, Göttingen 1996, ISBN 3-89533-164-3; 8. Auflage 2012, ISBN 978-3-89533-906-6.
- Streit um Origenes. Eine theologiegeschichtliche Untersuchung zur Apologie für Origenes des Pamphilus von Cäsarea. Dissertation Universität Paderborn 2004 (Digitalisat).
- Pamphilus von Cäsarea, Apologia pro Origene / Apologie für Origenes. Übers. und eingel. von G. Röwekamp (Fontes Christiani 80), Brepols, Turnhout 2005, ISBN 978-2-503-52147-3.
- Eusebius / Hieronymus, Liber locorum et nominum / Onomastikon der biblischen Ortsnamen. Übers. und eingel. von G. Röwekamp (Fontes Christiani 68), Herder, Freiburg i. Br. 2017, ISBN 978-3-451-38143-0.
- Heiliges Land. Ein Reisebegleiter zu den heiligen Stätten von Judentum, Christentum und Islam. Verlag Katholisches Bibelwerk, Stuttgart 2009, ISBN 978-3-460-32780-1.
- Rom. Evangelische Verlagsanstalt, Leipzig 2017, ISBN 3-374-05002-6.
- Egeria: Itinerarium/Reisebericht. Übers. und eingel. von G. Röwekamp (Fontes Christiani 20), 3. überarbeitete Aufl., Herder, Freiburg i. Br. 2017, ISBN 978-3-451-38143-0.
- mit Basilius Schiel: Brotvermehrungskirche Tabgha. Kunstverlag Josef Fink, Lindenberg im Allgäu 2018, ISBN 978-3-95976-147-5.
- Geburtskirche Bethlehem. Kunstverlag Josef Fink, Lindenberg im Allgäu 2020, ISBN 978-3-95976-248-9.
- Tabgha. History on the Site of the German Association of the Holy Land. AphorismA, Berlin 2022, ISBN 978-3-86575-079-2.
- Christen in der Region Gaza. Eine vergessene Geschichte. Herder, Freiburg im Breisgau 2025, ISBN 978-3-451-39937-4.